# Epalpus rufipes
Epalpus rufipes là một loài ruồi trong họ Tachinidae.